# エレメンタルアームズ
『エレメンタルアームズ』は、モバイル向け3DファンタジーRPG。開発、運営はウインライト社が行っている。Android版とiPhone版両方でプレイすることができる。

## 世界観
「エレメンタルナイツ」のスピンオフ。
プレイヤーは王国の騎士団に所属する一人の騎士。 “カオスゲート”によって各地に出没する魔王軍を探し出し、仲間とともに邪兵・魔王の討伐が使命となる。